# Newtonovy–Cotesovy vzorce

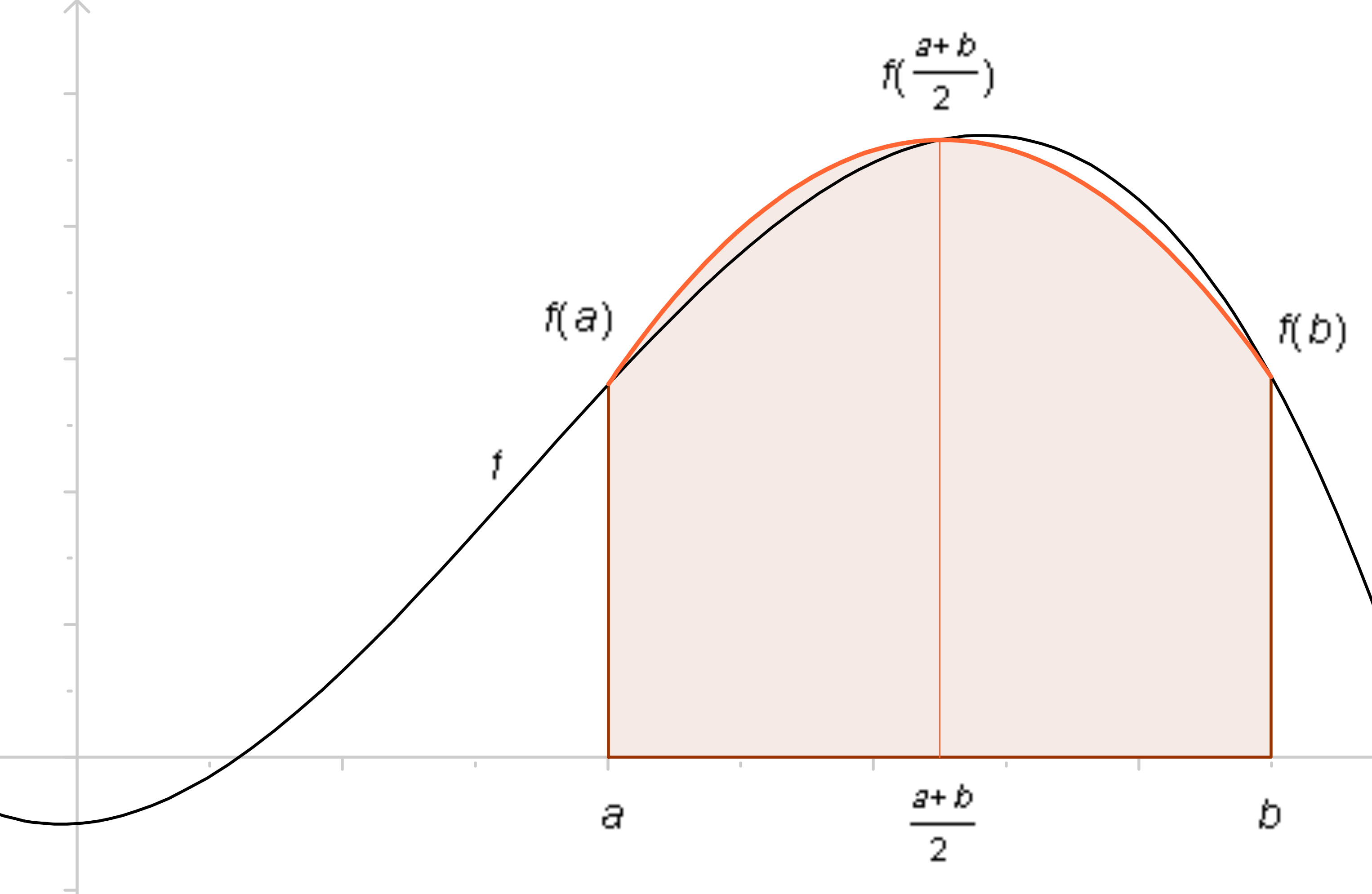
Newtonův–Cotesův vzorec pro n = 2

Newtonovy–Cotesovy vzorce nebo Newtonova–Cotesova (kvadraturní) pravidla je v numerické matematice skupina vzorců pro numerickou integraci (kvadraturu) založenou na hodnotách integrandu ve stejně vzdálených bodech. Metoda je pojmenována po Isaacu Newtonovi a Rogeru Cotesovi.
Newtonovy–Cotesovy vzorce mohou být užitečné, jestliže jsou dány hodnoty integrandu v bodech, které jsou stejně vzdálené. Pokud je možné změnit body, v nichž se integrand vyčísluje, pak jsou pravděpodobně vhodnější jiné metody, např. Gaussovo kvadraturní pravidlo nebo Clenshawova–Curtisova kvadratura.

## Popis
Předpokládejme, že hodnota funkce f definované na uzavřeném intervalu {\displaystyle \langle a,b\rangle } je známa ve stejně vzdálených bodech xi, pro i = 0, ..., n, kde x0 = a a xn = b. Existují dva typy Newtonových–Cotesových vzorců, „uzavřený“ typ, který používá funkční hodnoty ve všech bodech, a „otevřený“ typ, který nepoužívá funkční hodnoty v koncových bodech. Uzavřené Newtonovy–Cotesovy vzorce stupně n mají tvar
{\displaystyle \int _{a}^{b}f(x)\,dx\approx \sum _{i=0}^{n}w_{i}\,f(x_{i})}
kde xi = h i + x0, velikost kroku h je rovna (xn − x0) / n = (b − a) / n. Hodnoty wi se nazývají váhy.
Jak je vidět v následujícím odvození, váhy jsou odvozené z Lagrangeových interpolačních polynomů. Nezávisejí na funkci f, ale pouze na xi. Nechť L(x) jsou interpolační polynom v Lagrangeově tvaru pro dané datové body (x0, f(x0) ), …, (xn, f(xn) ), pak
{\displaystyle \int _{a}^{b}f(x)\,dx\approx \int _{a}^{b}L(x)\,dx=\int _{a}^{b}\left(\sum _{i=0}^{n}f(x_{i})\,l_{i}(x)\right)\,dx=\sum _{i=0}^{n}f(x_{i})\underbrace {\int _{a}^{b}l_{i}(x)\,dx} _{w_{i}}.}
Otevřené Newtonovy–Cotesovy vzorec stupně n mají tvar
{\displaystyle \int _{a}^{b}f(x)\,dx\approx \sum _{i=1}^{n-1}w_{i}\,f(x_{i}).}
váhy lze spočítat podobným způsobem jako u uzavřených vzorců.

## Nestabilita u vzorců vysokého stupně
Je možné zkonstruovat Newtonův–Cotesův vzorec jakéhokoli stupně n. Ale pro velká n Newtonovo–Cotesovo pravidlo může někdy trpět katastrofickým Rungeho jevem, kdy chyba pro velká n roste exponenciálně. Metody jako Gaussovo kvadraturní pravidlo a Clenshawova–Curtisova kvadratura s nestejně vzdálenými body (zahuštěné v blízkosti koncových bodů integračního intervalu) jsou stabilní a mnohem přesnější a jsou obvykle upřednostňovány před Newtonovou–Cotesovou metodou. Pokud tyto metody nelze použít, protože hodnoty integrované funkce jsou známy pouze v pevných, stejně vzdálených bodech, pak se lze Rungeho jevu vyhnout pomocí složeného pravidla, jak je vysvětleno níže.
Alternativně lze stabilní Newtonovy–Cotesovy vzorce zkonstruovat pomocí aproximace metodou nejmenších čtverců místo interpolace. To umožňuje vytvářet vzorce, které jsou i v případě vysokého stupně numericky stabilní.

## Uzavřené Newtonovy–Cotesovy vzorce
Následující tabulka shrnuje Newtonovy–Cotesovy vzorce uzavřeného typu. Pro {\displaystyle 0\leq i\leq n,} n-tého stupně, kde {\displaystyle x_{i}=a+i{\tfrac {b-a}{n}}=a+ih,} a {\displaystyle f_{i}} je zkratka za {\displaystyle f(x_{i})}.
| Stupeň n | Velikost kroku h                 | Obvyklé jméno         | Vzorec                                                                  | Chyba                                               |
| -------- | -------------------------------- | --------------------- | ----------------------------------------------------------------------- | --------------------------------------------------- |
| 1        | {\displaystyle b-a}              | Lichoběžníková metoda | {\displaystyle {\frac {h}{2}}(f_{0}+f_{1})}                             | {\displaystyle -{\frac {1}{12}}h^{3}f^{(2)}(\xi )}  |
| 2        | {\displaystyle {\frac {b-a}{2}}} | Simpsonova metoda     | {\displaystyle {\frac {h}{3}}(f_{0}+4f_{1}+f_{2})}                      | {\displaystyle -{\frac {1}{90}}h^{5}f^{(4)}(\xi )}  |
| 3        | {\displaystyle {\frac {b-a}{3}}} | Simpsonova 3/8 metoda | {\displaystyle {\frac {3h}{8}}(f_{0}+3f_{1}+3f_{2}+f_{3})}              | {\displaystyle -{\frac {3}{80}}h^{5}f^{(4)}(\xi )}  |
| 4        | {\displaystyle {\frac {b-a}{4}}} | Booleovo pravidlo     | {\displaystyle {\frac {2h}{45}}(7f_{0}+32f_{1}+12f_{2}+32f_{3}+7f_{4})} | {\displaystyle -{\frac {8}{945}}h^{7}f^{(6)}(\xi )} |

Kvůli kopírování typografické chyby z často používané referenční publikace od Abramowitze a Steguna je Booleovo pravidlo často nesprávně nazýváno Bodeovo pravidlo.
Exponent velikosti intervalu b − a v chybovém členu ukazuje rychlost, s níž se snižuje aproximační chyba. Stupeň derivace funkce f v chybovém členu udává maximální stupeň polynomů, které jsou tímto pravidlem aproximovány přesně (tj. s chybou rovnou nule). Pamatujte, že derivace funkce f v chybovém členu se zvyšuje o 2 pro každé další pravidlo. Číslo {\displaystyle \xi } musí být z intervalu {\displaystyle (a,b)}.

## Otevřené Newtonovy–Cotesovy vzorce
Následující tabulka shrnuje Newtonovy–Cotesovy vzorce otevřeného typu. Opět je {\displaystyle f_{i}} zkratka za {\displaystyle f\left(x_{i}\right)}, kde {\displaystyle x_{i}=a+i\left({\frac {b-a}{n}}\right)}, a n je stupeň metody.
| Stupeň n | Velikost kroku h                 | Obvyklé jméno                                                    | Vzorec                                                        | Chyba                                               |
| -------- | -------------------------------- | ---------------------------------------------------------------- | ------------------------------------------------------------- | --------------------------------------------------- |
| 2        | {\displaystyle {\frac {b-a}{2}}} | Obdélníková metoda pro středy intervalů (anglicky midpoint rule) | {\displaystyle 2hf_{1}\,}                                     | {\displaystyle {\frac {1}{3}}h^{3}f^{(2)}(\xi )}    |
| 3        | {\displaystyle {\frac {b-a}{3}}} | Lichoběžníková metoda                                            | {\displaystyle {\frac {3}{2}}h(f_{1}+f_{2})}                  | {\displaystyle {\frac {1}{4}}h^{3}f^{(2)}(\xi )}    |
| 4        | {\displaystyle {\frac {b-a}{4}}} | Milneho pravidlo                                                 | {\displaystyle {\frac {4}{3}}h(2f_{1}-f_{2}+2f_{3})}          | {\displaystyle {\frac {28}{90}}h^{5}f^{(4)}(\xi )}  |
| 5        | {\displaystyle {\frac {b-a}{5}}} |                                                                  | {\displaystyle {\frac {5}{24}}h(11f_{1}+f_{2}+f_{3}+11f_{4})} | {\displaystyle {\frac {95}{144}}h^{5}f^{(4)}(\xi )} |

## Složená pravidla
Aby Newtonova–Cotesova pravidla poskytovala dostatečně přesný výsledek, musí být velikost kroku h malá, což znamená, že interval integrace {\displaystyle \langle a,b\rangle } musí být také malý, což obvykle není. Z tohoto důvodu se numerická integrace obvykle provádí po rozdělení intervalu {\displaystyle \langle a,b\rangle } na menší podintervaly, na které se aplikuje Newtonova–Cotesovo pravidlo na každém podintervalu a dílčí výsledky se sečtou. Tento postup se nazývá složené pravidlo. Viz numerická integrace.